# Rolf Speckner
Rolf Leonhard Speckner (* 8. Oktober 1949 in Hamburg) ist ein deutscher Schriftsteller und Dozent an anthroposophischen Einrichtungen.

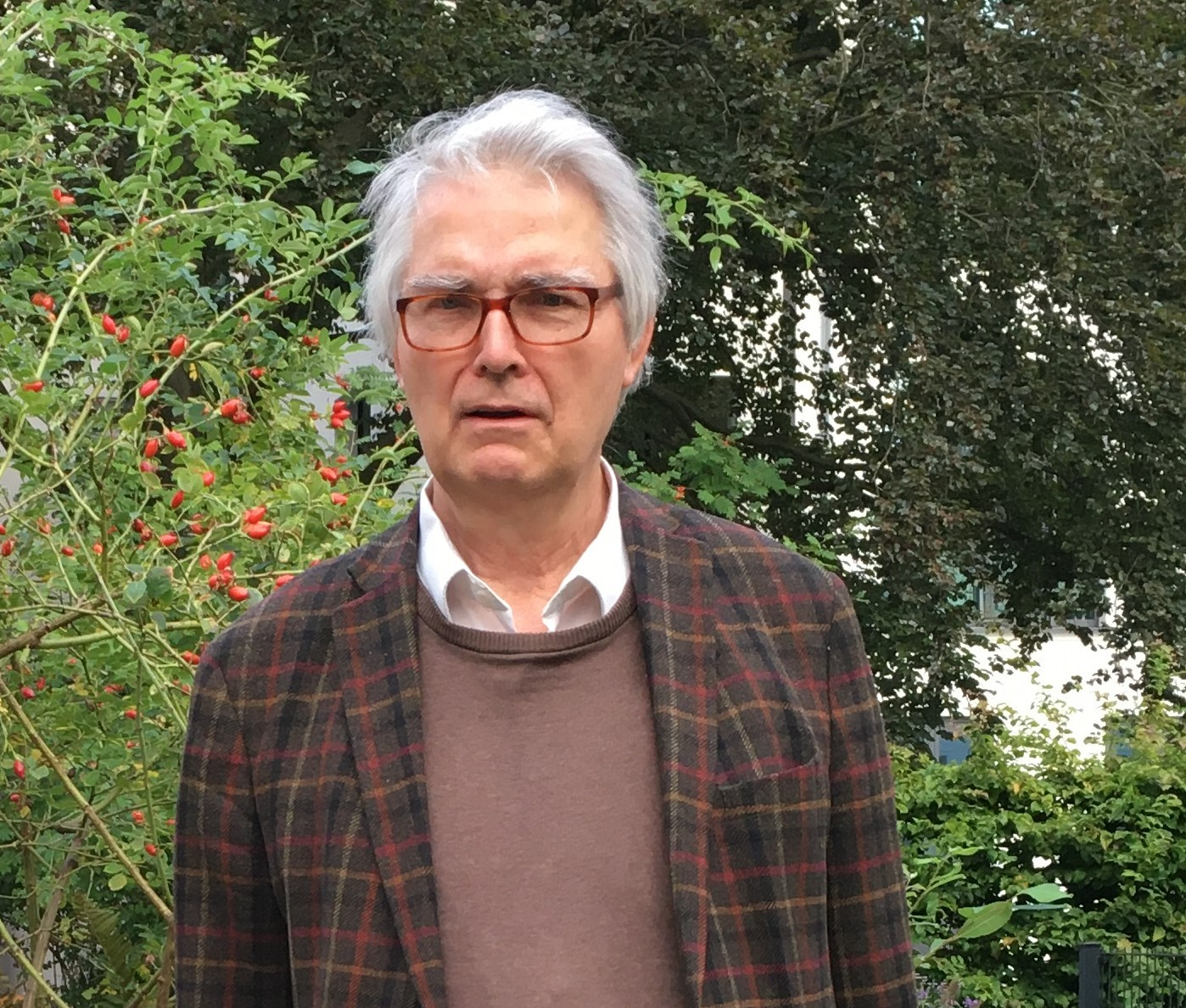
Rolf Speckner (2022)

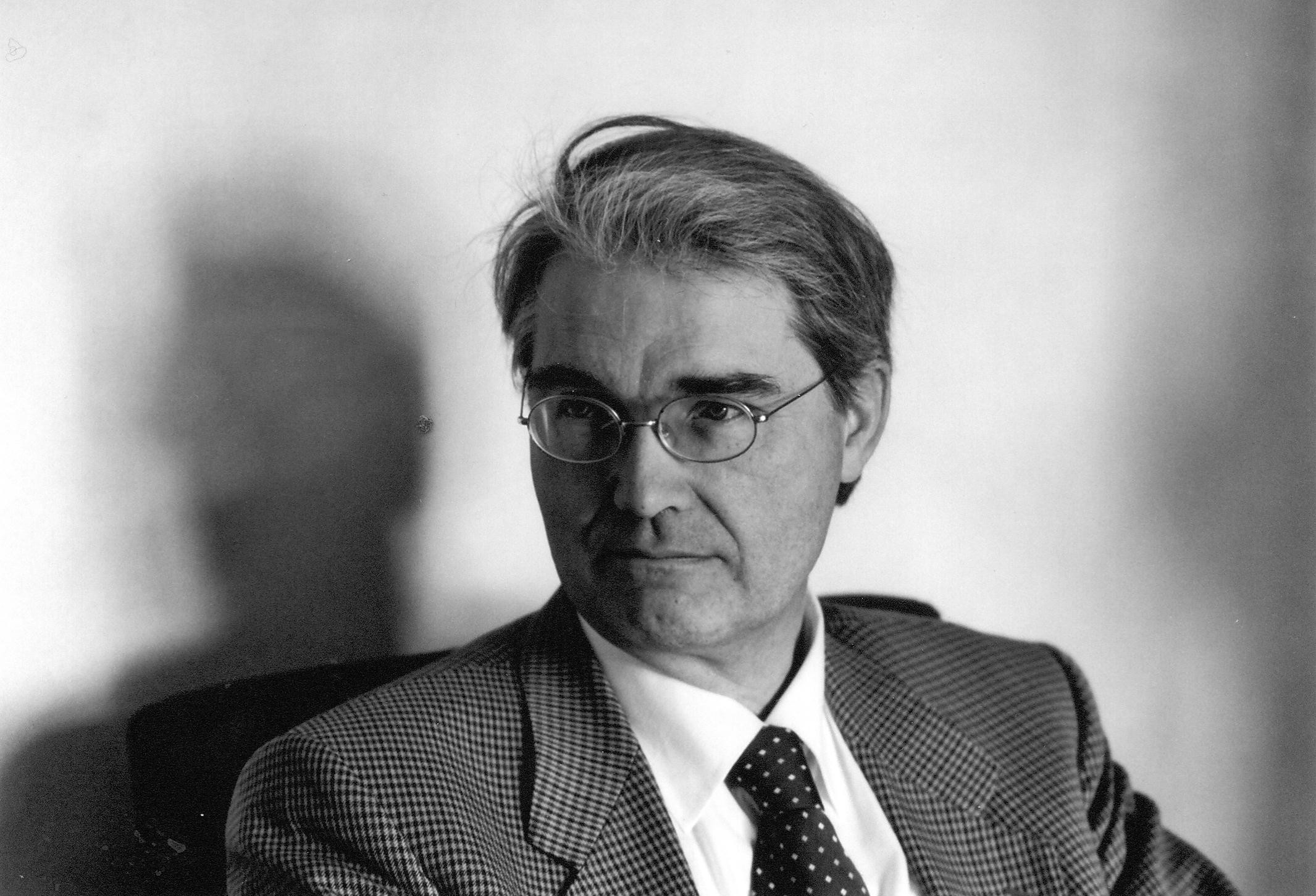
Rolf Speckner (2008)

## Leben und Wirken
Rolf Speckner trat 1967 durch eine Begegnung mit dem Philosophen Hans Börnsen in die Anthroposophische Gesellschaft ein. Nach Studien der Physik, Mathematik und Philosophie von 1969 bis 1977 begann Speckner mit dem Frühgeschichtler Walther Matthes (1901–1997) zusammenzuarbeiten, mit dem er die Externsteine erforschte. 1983 wurde er ein Mitglied der Zweigleitung am Rudolf Steiner Haus in Hamburg und ist seither mit Aufgaben im Rahmen der Anthroposophischen Gesellschaft in Deutschland befasst. Er gehörte zu den „Mitbegründer des Seminars für Anthroposophie“.
Speckner gibt die nachgelassenen Werke des Philosophen Hans Börnsen heraus. Er ist auch Dozent an der Kunstakademie Hamburg und Mitarbeiter der anthroposophischen Forschungsstelle Kulturimpuls. Rolf Speckner liefert als Autor auch Beiträge zu verschiedenen Zeitschriften im deutschen Sprachraum, darunter für Das Goetheanum, die Schweizer Zeitschrift Gegenwart und für die deutsche Zeitschrift Der Kreis.
Aus anthroposophischer Sicht leistete Speckner Beiträge zu verschiedenen Themen der europäischen Geschichte, zum Beispiel zur Erforschung des Templerordens, und unterstützte Walther Matthes bei dessen Forschungen über Corvey.

## Veröffentlichungen

### Monografien
- mit Walther Matthes: Das Relief an den Externsteinen. Ein karolingisches Relief und sein spiritueller Hintergrund. Edition Tertium, Ostfildern vor Stuttgart 1997, ISBN 3-930717-32-8.
- Das Geheimnis der Externsteine. Bilder einer Mysterienstätte. Urachhaus, Stuttgart 2002, ISBN 3-8251-7402-6.
- Zur Geschichte der Anthroposophischen Gesellschaft in Bremen 1905–1923. Überreicht zum Geburtstag des Zweiges am 25. Februar 2006
- Christian Rosenkreutz und Rudolf Steiner. Sentovision, Basel 2007, ISBN 978-3-03752-034-5.
- Von der Philosophie der Freiheit zur Geheimwissenschaft im Umriss. Sentovision, Basel 2009, ISBN 978-3-03752-064-2.
- Elise Wolfram und die Anthroposophie in Leipzig. Freies Geistesleben, Stuttgart 2024, ISBN 978-3-7725-1803-4.

### Herausgeberschaften
- Kosmos Runge – die Nachtseite der Dinge: Philipp Otto Runges Sehnsucht nach neuen Horizonten und die Gegenwart. Beiträge zu einem spirituellen Verständnis Philipp Otto Runges anlässlich seines 200. Todestages. Möllmann Verlag, Borchen 2011, ISBN 978-3-89979-151-8.
- Hans Börnsen: Leibniz Substanzbegriff und Goethes Gedanke der Metamorphose. 1983.
- Hans Börnsen: Die Prophetie der Edda: Mythos und Wissenschaft. Gesammelte Vorträge, Aufsätze und Übersetzungen. Philosophischer-Anthroposophischer Verlag am Goetheanum, Dornach 1989, ISBN 3-7235-0461-2.